# Almuth Schult
Almuth Schult és una jugadora de futbol que juga com a portera, i té 28 internacionalitats per Alemanya, selecció amb la qual ha guanyat una Eurocopa (2013) i un ór olímpic a Rio 2016 i ha arribat a les semifinals del Mundial (2015). També ha estat campiona mundial sub-20 (2010), i ha guanyat una Lliga de Campions amb el Wolfsburg.

## Trajectòria
| Temporades    | Lliga             | Club               | P  | G | Actualitzat |
| ------------- | ----------------- | ------------------ | -- | - | ----------- |
| 07/08         | D1                | Hamburger SV       | 0  | 0 |             |
| 08/09 - 10/11 | D2/D3             | Magdeburger FFC    | 44 | 0 |             |
| 11/12 - 12/13 | D1                | SC 07 Bad Neuenahr | 43 | 0 |             |
| 13/14 - act.  | D1                | VfL Wolfsburg      | 69 | 0 | 10/01/2017  |
|               |                   |                    |    |   |             |
| 2008 - 2010   | Selecció sub-19   | Selecció sub-19    | 21 | 0 |             |
| 2011 - act.   | Selecció absoluta | Selecció absoluta  | 38 | 0 | 10/01/2017  |

## Palmarès
| Títols — Seleccions nacionals            |
| 1 Jocs Olímpics                          |
| 1 Eurocopa                               |
| 1 Copa d'Algarve                         |
| 1 Mundial sub-20                         |
| Títols — Clubs                           |
| 1 Lliga de Campions                      |
| 1 Lliga                                  |
| 2 Copes                                  |
| Reconeixements — Premis                  |
|                                          |
| Reconeixements — Seleccions de jugadores |
|                                          |